# 5. domobranski ulanski polk (Avstro-Ogrska)
Za druge 5. polke glejte 5. polk.
5. domobranski ulanski polk (izvirno nemško k.k. Landwehr Ulanen Regiment Nr. 5; dobesedno slovensko: Cesarski kraljevski domobranski ulanski polk št. 5) je bil konjeniški polk avstro-ogrskega Domobranstva.

## Zgodovina

### Prva svetovna vojna
Njegova narodnostna sestava leta 1914 je bila sledeča: 97% Nemcev in 3% drugih.
Naborni okraj polka je bil na Dunaju, pri čemer so bile polkovne enote garnizirane v Stockerauu.

## Poveljniki polka
- 1898: Albert Schwartz von Rhönstedt[1]
- 1914: Julius Brandmayer[2]